# Сидоров, Семён Васильевич
Семён Васильевич Сидоров (1888 — ?) — рабочий, изобретатель, награждён орденом Ленина за номером 43 (28.02.1931).
Родился в 1888 году.
В молодые годы служил матросом.
С 1921 года работал на железнодорожном транспорте: электрослесарь завода имени Войтовича, слесарь главных вагонных мастерских Московско-Курской железной дороги, с 1930 г. начальник главных электротехнических мастерских Московско-Курской железной дороги.
По ходатайству трудового коллектива награждён орденом Ленина (28.02.1931), как «внёсший своими выдающимися изобретениями ряд технических улучшений в дело транспорта». К моменту награждения имел на своём счету 20 изобретений.
Семья: жена, двое сыновей.
Автор брошюр:
- Орден Ленина за борьбу на транспорте [Текст] : [Автобиография] / С. Сидоров. — Москва ; Ленинград : Огиз — Моск. рабочий, 1931 (М. : тип. «Образцовая»). — 44, [2] с., 1 л. анкеты; 20х13 см.
- Сидоров, Семен Васильевич. … Не хотим быть битыми [Текст] : [Автобиография] / Литооформление О. Фоминой. — Москва : Изд-во и тип. Профиздата, 1932. — Обл., 112 с., 1 с. на обл. : ил.; 21х15 см.